# Retroseksualizm
Retroseksualizm – styl życia, zjawisko społeczne rozwijające się w opozycji do metroseksualizmu, polegające na podkreślaniu tradycyjnych przypisanych danej płci cech, sposobu ubioru i zachowania. W odniesieniu do mężczyzn, jako główny przejaw retroseksualizmu wymienia się przywiązywanie niewielkiej wagi do własnego wyglądu, jednak zjawisko to w szerszym znaczeniu związane jest ze sprzeciwem wobec marketingowego zjawiska określanego mianem „kultu młodości i ciała”.